# 5102 Benfranklin
5102 Benfranklin (1986 RD1) là một tiểu hành tinh vành đai chính được phát hiện ngày 2 tháng 9 năm 1986 bởi Mrkos, A. ở Klet.